# Hans Schäfer (Mediziner)
Hans Schäfer (* 22. Oktober 1928; † 10. Dezember 2013) war ein deutscher Mediziner. 

## Leben
Hans Schäfer war Facharzt für Chirurgie und Anästhesie, Chefarzt der Rehabilitationskliniken für Rückenmarksverletzungen und ärztlicher Direktor der Klinik Hohe Warte in Bayreuth. Er war außerplanmäßiger Professor an der Technischen Universität München.
Er war Oberstarzt der Reserve und von 1990 bis 1994 stellvertretender Vorstand des Reservistenverbandes Oberfranken. Er war seit 1976 Mitglied des Serviceclubs Lions.  
1975 wurde Hans Schäfer von Kardinal-Großmeister Maximilien Kardinal de Fuerstenberg zum Ritter des Ritterordens vom Heiligen Grab zu Jerusalem ernannt und am 6. Dezember 1975 im Kölner Dom durch Franz Hengsbach, Großprior der deutschen Statthalterei, investiert. Er war zuletzt Großkomtur des Ordens.

## Ehrungen
- Werner-Körte-Medaille in Gold der Deutschen Gesellschaft für Chirurgie (1973)[3]
- Ritterorden vom Heiligen Grab zu Jerusalem (1975)